# Mount Morris (Illinois)
Mount Morris es una villa ubicada en el condado de Ogle en el estado estadounidense de Illinois. En el Censo de 2010 tenía una población de 2998 habitantes y una densidad poblacional de 771,18 personas por km².

## Geografía
Mount Morris se encuentra ubicada en las coordenadas 42°2′59″N 89°25′52″O / 42.04972, -89.43111. Según la Oficina del Censo de los Estados Unidos, Mount Morris tiene una superficie total de 3.89 km², de la cual 3.89 km² corresponden a tierra firme y (0%) 0 km² es agua.

## Demografía
Según el censo de 2010, había 2998 personas residiendo en Mount Morris. La densidad de población era de 771,18 hab./km². De los 2998 habitantes, Mount Morris estaba compuesto por el 95.76% blancos, el 0.57% eran afroamericanos, el 0.17% eran amerindios, el 0.2% eran asiáticos, el 0% eran isleños del Pacífico, el 1.43% eran de otras razas y el 1.87% pertenecían a dos o más razas. Del total de la población el 4.14% eran hispanos o latinos de cualquier raza.